# Bouw (tijdschrift)
Bouw was een Nederlands architectuurtijdschrift. Het werd opgericht in 1946 als weekblad voor de bouwsector.  Tot het eerste decennium van de 21e eeuw heeft het blad zich ontwikkeld van spreekbuis van de wederopbouw, met veel aandacht voor sociale, economische en technische vraagstukken, tot vakblad over hedendaagse architectuur in Nederland. In oktober 2006 is het blad hernoemd als ArchitectuurNL.